# Amar Zouggaghi
Amar Zouggaghi (Anversa, 15 ottobre 1990) è un giocatore di calcio a 5 belga.

## Carriera
Laterale brevilineo dalla spiccata propensione offensiva, Zouggaghi inizia nel Borgerhout con cui debutta, ad appena 15 anni, in Division 1. Nella medesima stagione realizza le sue prime reti, diventando il più giovane marcatore della storia del campionato, e debutta in nazionale, stabilendo un altro record di precocità. In seguito, Zouggaghi ha legato buona parte della propria carriera alle sorti dell'FT Anversa, con cui ha giocato – in tre diversi periodi – per oltre un decennio. A livello internazionale è stato capocannoniere, a pari merito con altri tre calcettisti, della Coppa UEFA 2012-13; tutte e 10 le reti di Zouggaghi nella competizione furono realizzate durante l'incontro vinto per 18-0 dal FT Anversa contro gli scozzesi del Fair City Santos. Questa circostanza consentì al calcettista belga di eguagliare il record di reti in una singola partita stabilito da André Vanderlei nel 2003. Con la Nazionale maschile di calcio a 5 del Belgio, Zouggaghi ha totalizzato 9 presenze e 3 reti tra maggio 2006 e dicembre 2011.

## Palmarès

### Club
- Campionato belga: 2
FT Anversa: 2011-12
Halle-Gooik: 2015-16
- Campionato olandese: 1
't Knooppunt: 2016-17

### Individuale
- Capocannoniere della Coppa UEFA: 1
2012-13 (10 gol, ex aequo con tre giocatori)